# كيفا
كيفا (بالإنجليزية: Kiva) هي منظمة غير ربحية إنسانية دولية، تسمح للناس بإقراض المال عبر الإنترنت إلى أصحاب أعمال ذوي دخل محدود وطلاب في أكثر من 70 دولة. كيفا تصرح بأن مهمتها هي «ربط الناس عبر الإقراض من أجل تخفيف حدة الفقر».
قامت كيفا منذ عام 2005 بتمويل أكثر من 1.3 مليون قرض بقيمة إجمالية تعادل أكثر من 700 مليون دولار وبنسبة تحصيل بلغت 99%. كيفا  لا تقوم بتحصيل أي فائدة على القروض التي تمولها، كما أن ممولي كيفا لا يحصلون على أي فوائد أيضا. يتم دعم كيفا بشكل كامل من قبل التبرعات، القروض، والهبات من المستخدمين، المؤسسات، والمنظمات الدولية. يقع مقر كيفا الرئيسي في سان فرانسيسكو.

## كيفية العمل
كيفا تسمح لمؤسسات قروض صغيرة في دول في طور النمو، تسميها شركاء على الأرض (Field Partners)، بأن تقدم عبرها ملفات أشخاص كرواد أعمال على الأنترنت. مقدمي القروض (يعني مستخدمي الأنترنت) يستطيعوا الاختيار بين رواد الأعمال أي الأشخاص (حسب المنطقة الجغرافية والنشاط) وإعطائه قرض مالي. كيفا تجمع نقود مقدمي القروض وتحولها إلى شركائها على الأرض التي بدورها تقدمها لطالبيها. عندما يبدأ طالبي القروض بسداد قرضهم أو دينهم إلى شركاء كيفا على الأرض، يقوم الشركاء بتحويل سداد القروض إلى كيفا التي تعديها إلى مقدميها عبر الأنترنت. فالنهاية، مقدمي القروض أي مستخدمي الأنترنت بإمكانهم إما استرجاع نقودهم من الموقع أو إعاذه إقراضها في إطار عمل خيري.

يتم نقل الأموال من المقرضين إلى كيفا عبر موقع باي بال (PayPal) الذي لا يأخذ عمولة على هذا العمل. الشركاء على الأرض يطلبون فائدة على طالبي القروض، ولكن كيفا تؤكد أنها لا تتعامل مع شركاء يطلبون فائدة مرتفعة وتشترط بأن تكون فائدة رمزية. مقدمي القروض أي المقرضين مستخدمي الأنترنت، لا يتحصلون على فائدة أبدا، لأن كيفا لسيت مسجلة في الولايات المتحدة كوسيط (broker).

## التنظيم والفريق
تم تأسيس كيفا في أكتوبر 2005 من قبل مات وجيسيكا فلانري (Matt & Jessica Flannery). اهتمام الزوجان بالتمويل الصغير جاء عبر محاضرة في مدرسة ستانفورد للأعمال سنة 2003 قدمها محمد يونس مؤسس بنك جرامين والحاصل بعد ذلك في 2006 على جائزة نوبل للسلام. جيسيكا فلانري كانت تعمل في المدرسة وطلبت أنذاك من زوجها أن يأتي لحضور المحاضرة.

## الترويج
بيل كلينتون وأوبرا وينفري وغريتا فان سوستارن شجعوا على المشاركة في كيفا، كما إن عدة مقالات داعمة للمنظمة نشرت في نيويورك تايمز ولوس أنجلوس تايمز ولوموند. الجزء 11 من برنامج خواطر خصص حلقة في 5 يوليو 2015 للحديث عن هذا المشروع وكيفية دعمه والمشاركة فيه.

## إحصائيات
في يونيو 2015، كان هناك 213 319 1 شخص كانوا قد قدموا قروض بما هو إجمالي 425 768 727 دولار أمريكي. 080 673 طلب قرض تم تمويلها بواسطة 296 شريك محلي في 86 دولة. متوسط مبلغ القرض هو 415.36 دولار أمريكي. كل قرض يوزع بين عدة مستخدمين لما يصل ل25 دولار لكل منهم عموما. معدل سداد القروض يقترب من 98.69%. لدى المنظمة 450 متطوع حول العالم. حسب أليكسا، فإن كيفا هي من بين أكثر 500 15 موقع زيارة في العالم.

## مقالات ذات صلة
- قروض صغيرة

## روابط خارجية
- الموقع الرسمي.